# Bactrocera caliginosa
Bactrocera caliginosa är en tvåvingeart som först beskrevs av Hardy 1970.  Bactrocera caliginosa ingår i släktet Bactrocera och familjen borrflugor. Inga underarter finns listade.